# Цецелі
Цецелі (Цецеле, пол. Cecele) — село в Польщі, у гміні Сім'ятичі Сім'ятицького повіту Підляського воєводства.
Населення — 153 особи (2011).

## Історія
Вперше згадується у 1580 році. Є припущення, що село виникло у XV столітті. У 1975—1998 роках село належало до Білостоцького воєводства.

## Демографія
Демографічна структура станом на 31 березня 2011 року:
|          | Загалом | Допрацездатний вік | Працездатний вік | Постпрацездатний вік |
| -------- | ------- | ------------------ | ---------------- | -------------------- |
| Чоловіки | 76      | 17                 | 43               | 16                   |
| Жінки    | 77      | 19                 | 30               | 28                   |
| Разом    | 153     | 36                 | 73               | 44                   |

Населення змішане. Особливістю української говірки села є перейнята з мазовецького діялекту вимова ч, ш, дж як ц, с, дз (т. зв. мазуракання). У минулому назва села звучала, ймовірно, як Чечелі.